# Snapalizin
Snapalizin (EC 3.4.24.77, mala neutralna proteaza, SnpA genski produkt (Streptomyces lividans)) je enzim. Ovaj enzim katalizuje sledeću hemijsku reakciju
Hidroliza proteina sa preferencijom za Tyr ili Phe u P1' poziciji
Ovaj enzim pripada peptidaznoj familiji M7.

## Spoljašnje veze
- Snapalysin на 